# Bertyn
Bertyn – imię męskie pochodzenia germańskiego, od imion zawierających element bert, pochodzący od beraht – "lśniący, błyszczący". Patronem tego imienia jest św. Bertyn, opat (VII wiek).
Bertyn imieniny obchodzi 5 września.
Znane osoby noszące imię Bertyn:
- Bertin Ebwellé – piłkarz kameruński